# Antoaneta Ralian
Antoaneta Ralian (n. 24 mai 1924, București – d. 26 noiembrie 2015) a fost o importantă traducătoare română de limbă engleză, membră a Uniunii Scriitorilor din România.

## Biografie
S-a născut într-o familie mic-burgheză de origine evreiască din Roman. Numele la naștere: Antoinette Stein. A fost menită să îl înlocuiască pe un frate mai mare, care murise la vârsta de 16 ani de scarlatină. A avut un alt frate care a supraviețuit, Richard Stein, cu 14 ani mai mare ca ea. El a devenit compozitor și a compus șlagărul internațional „Sanie cu zurgălăi”. De mic copil a fost introdusă în lumea literaturii de mama sa, care îi povestea pe înțelesul ei romanele și piesele pe care le citea, precum Muntele vrăjit al lui Thomas Mann.
Familia sa a avut de suferit începând cu sfârșitul deceniului patru al secolului al XX-lea din cauza legilor rasiale antisemite. Tatăl său a fost epurat din funcția sa de la Banca Comercială din Roman. Antoaneta Stein  fost exmatriculată din liceu. Familia sa a fost silită să își părăsească locuința, trebuind să se mute într-o zonă mărginașă a orașului.
Mama sa a murit la scurt timp după terminarea războiului. Antoaneta a urmat Facultatea de Litere și Filozofie a Universității din București, în specialitatea engleză-italiană (1945-1948). A fost discipola profesorilor Dragoș Protopopescu și Ana Cartianu. A fost angajată încă din timpul studiilor la Ministerul învățământului. În aceeași perioadă s-a căsătorit cu jurnalistul Marius Ralian. A fost redactor de carte la Editura Univers. Cunoștea limbile engleză, franceză și italiană. S-a împrietenit și a purtat o corespondență cu scriitoarea și filosofa Iris Murdoch.

## Opera

### Traduceri
A tradus în limba română scrieri ale lui Henry James, Virginia Woolf, D. H. Lawrence, Iris Murdoch, Lawrence Durrell, Henry Miller, Saul Bellow, John Galsworthy, Katherine Mansfield, Tennessee Williams, James Joyce și alții, în principal romane, cât și piese de teatru. În „obsedantul deceniu” a fost obligată să elimine din toate cărțile traduse pasajele erotice, datorită cenzurii și a dogmelor realismului socialist.
- Anna Maria Ortese - Ochelarii, cuvânt înainte de Dan Grigorescu, București, Editura de Stat pentru Literatură și Artă, 1956
- H. G. Wells - Omul invizibil, în românește de A. Ralian și C. Camil, București, Editura Tineretului, 1957
- Henry James - Daisy Miller: nuvele, București, Editura pentru literatură, 1960
- Len Doherty - Fiii minerului, în româneste de Nicolae Jianu și Antoaneta Ralian, București, Editura pentru Literatură Universală, 1961
- Arthur Miller - Amintiri din două dimineți de luni, București, 1965
- Anita Desai - Tipatul păunului, București, Editura pentru Literatură Universală, 1966
- Carlo Collodi - Aventurile lui Pinocchio, București, Editura Științifică, 1967
- Nathaniel Hawthorne - Casa cu șapte frontoane, București, Editura pentru Literatură, 1969
- Katherine Mansfield - Preludiu, București, Editura pentru Literatură Universală, 1969
- D. H. Lawrence - Fii și îndrăgostiți, București, Univers, 1971
- John Galsworthy - Sfarșit de capitol, Vol. 1-3. București, Editura Eminescu, 1972 (Vol. 1 – În așteptare, 318 p.; Vol. 2 – Pustietate în floare, 255 p.; Vol. 3 – Dincolo de rîu, 320 p.)
- Virginia Woolf - Spre far, prefață și tabel cronologic de Vera Călin, București, Minerva, 1972
- Charles Dickens - Poveste despre două orașe, București, Editura Eminescu, 1973
- Edgar Rice Burroughs  - Tarzan din neamul maimuțelor, București, Albatros, 1973
- Amos Tutuola - Jungla fantomelor, București, Univers, 1974
- Anant Gopal Sheorey - Vulcanul, cu un cuvânt înainte de Mihnea Gheorghiu, București, Univers, 1974
- Maurice Baring - Daphne Adeane, București, Editura Eminescu, 1975
- Anthony Bloomfield - Răzbunarea, București, Univers, 1976
- Aldous Huxley - Și restul e tăcere, București, Univers, 1977
- D. H. Lawrence - Fata pierdută, București, Editura Eminescu, 1978
- Saul Bellow - Darul lui Humboldt, prefață de Dan Grigorescu, București, Univers, 1979
- Daniel Defoe - Jurnal din anul ciumei, București, Minerva, 1980
- Iris Murdoch - Vlăstarul cuvintelor, București, Editura Eminescu, 1981
- John Cowper Powys - Cercul nebunilor, București, Univers, 1982
- Douglas Reeman - Bătălie în adîncuri, București, Meridiane, 1982
- John Galsworthy - Dincolo de rîu, București, Cartea Românească, 1983
- John Galsworthy - În așteptare, Vol. 1, București, Cartea Românească, 1983
- John Galsworthy - Pustietate în floare, Vol. 2, București, Cartea Românească, 1983
- Iris Murdoch - Marea, marea, București, Editura Eminescu, 1983
- Lawrence George Durrell - Mountolive, București, Cartea Românească, 1983
- Lawrence Durrell - Clea, București, Cartea Romanească, 1984
- Charles Dickens - Osul de pește fermecat, București, Editura Ion Creangă, 1984
- G. K. Chesterton - Hanul zburător, București, Univers, 1985
- Iris Murdoch - Discipolul, București, Univers, 1986
- George Meredith - Unul dintre cuceritorii noștri, Vol.1-2, București, Minerva, 1986
- Thomas Hardy - Idilă pe un turn, București, Editura Eminescu, 1988
- Aharon Appelfeld  - Badenheim 1939, București, Editura Univers, 1988
- Raymond Federman - Indoita vibrație: Zîmbete în Washington Square, București, Univers, 1989
- D. H. Lawrence - Sarpele cu pene, prefață de Dan Grigorescu, București, Cartea Românească, 1989
- Lawrence Durrell - Cuartetul din Alexandria (Vol. 1-4), traducere de Catinca Ralea și Antoaneta Ralian, București, Cartea Românească, 1989-1990 (Vol. 1 – Justine, 311 p.; Vol. 2 – Balthazar, 272 p.; Vol. 3 – Mountolive, 384 p.; Vol. 4 – Clea, 334 p.)
- Henry James - O coardă prea întinsă, București, Edinter, 1991
- D. H. Lawrence - Fii și amanți, București, Editura Miron, 1991
- D. H. Lawrence - Amantul doamnei Chatterley, București, Cartea Românească, 1991
- Iris Murdoch - Labirintul destinelor, București, Vivaldi, 1992
- Saul Bellow - Iarna decanului, București, Elit Comentator, 1992
- Radu Florescu, Raymond T.McNally - În cautarea lui Dracula: o istorie adevarată a lui Dracula și a legendelor cu vampiri, București, Editura Fundatiei Culturale Române, 1992
- John Galsworthy - Iubirile lui Dinny Cherrell, București, Editura Miron, 1992
- Alexandre Dumas -  Dama cu camelii, București, Editura Miron, 1992
- Norman Spinrad - Solarienii, București, Editura Nemira, 1992 - Multe greseli, iar traducerea nu foarte reusita (cea mai semnificativa: a tradus Sol, care reprezinta Soarele, ca "planeta Sol")
- Katherine Mansfield - Căsătorie la modă, Craiova, Editura Apollo Oltenia, 1993
- Petru Popescu - Înainte și după Edith, București, Editura Fundației Culturale Române, 1993
- Sidney Sheldon - Și dacă mîine va veni, București, Miron, 1993
- Josephine Hart - Iubire otrăvită, București, Editura Miron, 1993
- Josephine Hart - Păcatul, București, Editura Miron, 1994
- Sidney Sheldon - Nisipurile timpului, București, Editura Miron, 1994
- Flannery O'Connor - Judecata de Apoi, București, Univers, 1997
- Henry Miller - Tropicul Capricornului, București, EST, Samuel Tastet Éditeur, 1997
- Russell Banks - Deriva continentelor, postfață și notă biobibliografică de Ștefan Stoenescu, Bucuresti, Univers, 1998
- J.D. Salinger - Dulgheri, înalțați grinda acoperișului Seymour: o prezentare : [memorii], București, Univers, 1998
- Bernard Malamud - Cârpaciul, București, Univers, 1998
- Nadine Gordimer - Nimeni alături de mine, București, Editura Vivaldi, 1999
- Raymond Federman - Celor pe care i-ar putea interesa, București, Univers, 2000
- Henry Miller - Răstignire trandafirie, București, EST, Samuel Tastet Éditeur, 2000
- Henry Miller - Sexus, București, EST-Samuel Tastet Éditeur, 2000
- Saul Bellow - Ravelstein, postfață de Sorin Antohi, Iași, Polirom, 2001
- Daniel J. Boorstin - Căutătorii: istoria căutării continue a omului pentru a înțelege lumea sa, Bucuresti, Meridiane, 2001
- Iris Murdoch - Fiul cuvintelor, Iași, Polirom, 2003
- Salman Rushdie - Pamântul de sub tălpile ei, Iași, Polirom, 2003
- Charles Frazier - Cold mountain, Iași, Polirom, 2004
- Amos Oz - Să cunoști o femeie, Iași, Polirom, 2004
- Raymond Federman - Dubla trăire, postfață de Ion Bogdan Lefter, Pitești, Paralela 45, 2005
- Michael Cunningham - O casă la capătul lumii, Iași, Polirom, 2005
- David Hare - Cum gândește Amy, București, Teatru Mic, 2005
- Truman Capote - O vară de răscruce, Iași, Polirom, 2006
- Lewis Carroll - Alice în Țara Minunilor. Alice în Țara din Oglindă, traducerea versurilor de Ioana Ieronim, București, Univers, 2007
- Nava Semel - De cine a fost sustras spectacolul?, povestire pentru copii, București, Editura Hasefer, 2007
- Nicole Krauss - Istoria iubirii, București, Humanitas, 2007
- E. L. Doctorow - Ragtime, prefață de Paul Cernat, București, Leda, 2007
- Henry Miller - Tropicul Cancerului, București, Editura Univers, 2007
- Elizabeth Gage - Tabu, București, Editura Miron, 2007
- George Bernard Shaw - Ecaterina cea Mare, București, TNB, 2008
- John Updike - Fugi, Rabbit, traducere de Antoaneta Ralian și George Volceanov, București, Humanitas Fiction, 2008
- James Joyce - Portret al artistului la tinerețe, București, Humanitas Fiction, 2008
- Jennifer Johnston - Barbatul de la gară, București, Humanitas Fiction, 2009
- Henry Miller - Nexus, Iași, Polirom, 2010
- Henry Miller - Plexus, Iași, Polirom, 2010
- Tennessee Williams - Un tramvai numit Dorință, Trandafirul tatuat, Pisica pe acoperișul fierbinte, Noaptea iguanei, București, Editura Art, 2010
- Alex. Leo Șerban - Litera din scrisoarea misterioasă (The Parlayed Letter); cu „O incercare de portret” de Horia‑Roman Patapievici, Iași, Polirom, 2011
- Tennessee Williams - Memoriile unui bătrân crocodil, București Editura Art, 2011
- Katherine Mansfield - Garden Party, București, Humanitas, 2012
- Virginia Woolf - Orlando, București, Editura Humanitas, 2013
- Oscar Wilde - Portretul lui Dorian Gray, București, Editura Humanitas, 2014
- Tennessee Williams - Pisica pe acoperișul fierbinte, Menajeria de sticlă, Camino Real, București Editura Art, 2015
- Priya Parmar - Vanessa și sora ei, traducere de Antoaneta Ralian și Irina Horea, București, Editura Humanitas, 2017

### Memorialistică
- Toamna decanei: convorbiri cu Antoaneta Ralian -  Radu Paraschivescu, București, Editura Humanitas, 2011
- Amintirile unei nonagenare. Călătoriile mele, scriitorii mei, București, Editura Humanitas, 2014
- Nu cred în sfârșitul lumii, articole, amintiri, interviuri, Volum coordonat de Marius Chivu, București, Editura ART, 2016

### Volume colective
- Cartea cu bunici, coord. de Marius Chivu -  Gabriela Adameșteanu, Radu Afrim, Iulia Alexa, Adriana Babeți, Anamaria Beligan, Adriana Bittel, Ana Blandiana, T. O. Bobe, Lidia Bodea, Emil Brumaru, Alin Buzărin, Alexandru Călinescu, Matei Călinescu, Daniela Chirion, Livius Ciocârlie, Adrian Cioroianu, Alexandru Cizek, Andrei Codrescu, Denisa Comănescu, Radu Cosașu, Dana Deac, Florin Dumitrescu, B. Elvin, Cătălin Dorian Florescu, Filip Florian, Matei Florian, Șerban Foarță, Emilian Galaicu-Păun, Vasile Gârneț, Cristian Geambașu, Dragoș Ghițulete, Cristian Ghinea, Bogdan Ghiu, Stela Giurgeanu, Adela Greceanu, Bogdan Iancu, Nora Iuga, Doina Jela, Alexandra Jivan, Ioan Lăcustă, Florin Lăzărescu, Dan Lungu, Cosmin Manolache, Anca Manolescu, Angela Marinescu, Virgil Mihaiu, Mircea Mihăieș, Călin-Andrei Mihăilescu, Dan C. Mihăilescu, Vintilă Mihăilescu, Ruxandra Mihăilă, Lucian Mîndruță, Adriana Mocca, Cristina Modreanu, Ioan T. Morar, Ioana Morpurgo, Radu Naum, Ioana Nicolaie, Tudor Octavian, Andrei Oișteanu, Radu Paraschivescu, Horia-Roman Patapievici, Dora Pavel, Irina Petraș, Cipriana Petre, Răzvan Petrescu, Marta Petreu, Andrei Pleșu, Ioan Es. Pop, Adina Popescu, Simona Popescu, Radu Pavel Gheo, Tania Radu, Antoaneta Ralian, Ana Maria Sandu, Mircea-Horia Simionescu, Sorin Stoica, Alex Leo Șerban, Robert Șerban, Tia Șerbănescu, Cătălin Ștefănescu, Pavel Șușară, Iulian Tănase, Antoaneta Tănăsescu, Cristian Teodorescu, Lucian Dan Teodorovici, Călin Torsan, Traian Ungureanu, Constanța Vintilă-Ghițulescu, Ciprian Voicilă, Sever Voinescu; Ed. Humanitas, 2007;
- Pot să vă mai enervez cu ceva? Interviuri între vehemență și emoție, coord. de Ovidiu Șimonca - Nicolae Manolescu, Matei Călinescu, Mihai Șora, Matei Vișniec, Antoaneta Ralian, Andrei Pleșu, Andrei Șerban, Livius Ciocârlie, Paul Cornea, Alexandru Paleologu, Gabriela Adameșteanu, Gheorghe Crăciun, Dumitru Țepeneag, Nora Iuga, Gabriel Liiceanu, Gabriela Melinescu, Ștefan Agopian, Mircea Cărtărescu, Neagu Djuvara, Gelu Ionescu, Petru Cimpoeșu, Bujor Nedelcovici, Mircea Horia Simionescu, Victor Rebengiuc, Marcel Iureș;  Ed. Cartier, 2009;
- Prima mea dezamăgire în dragoste, coord. de Laura Albulescu - Marius Chivu, Silviu Dancu, Raluca Dincă, Șerban Foarță, Bogdan Ghiu, Adela Greceanu, Mugur Grosu, Augustin Ioan, Luminița Marcu, Mitoș Micleușanu, Ada Milea, Matei Pleșu, Antoaneta Ralian, Johnny Răducanu, Cecilia Ștefănescu, Iulian Tănase, Stelian Țurlea, Constantin Vică; Ed. Art, 2009;
- Primul meu fum, coord. de Andra Matzal - Michele Bressan, Cheloo (Paraziții), Livius Ciocârlie, Alex Cistelecan, Andrei Codrescu, Paul Dunca, Vasile Ernu, Șerban Foarță, Miron Ghiu, Vera Ion, Aurora Liiceanu, Mitoș Micleușanu, Cristian Neagoe, Philip O'Ceallaigh, Lia Perjovschi, Antoaneta Ralian, Costi Rogozanu, Adrian Schiop, Dan Sociu, Dan Stanciu, Bogdan-Alexandru Stănescu, Jean Lorin Sterian, Vava Ștefănescu, Lucia T, Răzvan Țupa, Elena Vlădăreanu; Ed. Art, 2010;
- Prima mea călătorie în străinătate, coord. de Bogdan Iancu - Ana-Maria Caia, Marius Chivu, Ionuț Codreanu, Iulian Comănescu, Alina Constantinesu, Marius Cosmeanu, Ionuț Dulămiță, Florin Dumitrescu, Vasile Ernu, Șerban Foarță,  Adela Greceanu, Bogdan Iancu, Vera Ion, Eugen Istodor, Dan Lungu, Cosmin Manolache, Vintilă Mihăilescu, Viorel Moțoc, Victoria Pătrașcu, Matei Pleșu,  Cosmin Popan, Iaromira Popovici, Antoaneta Ralian, Dan Sociu, Ionuț Sociu, Bogdan Alexandru Stănescu, Jean-Lorin Sterian, Robert Șerban, Luiza Vasiliu, Nadine Vlădescu; Ed. Art, 2010;
- Prima mea carte, coord. de Raluca Dincă - Livius Ciocârlie, Raluca Dincă, Șerban Foarță, Mihnea Gafița, Daria Ghiu, Adela Greceanu, Mugur Grosu, Mihai Iovănel, Luminița Marcu, Andra Matzal, Lucian Mîndruță, Matei Pleșu, Antoaneta Ralian, Ana Maria Sandu, Ionuț Sociu, Simona Sora, Bogdan-Alexandru Stănescu, Iulian Tănase, Mihail Vakulovski, Constantin Vică;  Ed. Art, 2011;
- Primul meu job, coord. de Florin Dumitrescu - Zoltán András, Artan, Ion Barbu, Petre Barbu, T.O. Bobe, Marius Chivu, Iulian Comănescu, Gianina Corondan, Marius Cosmeanu, Raluca Dincă, Luca Dinulescu, Florin Dumitrescu, Bogdan Iancu, Mihai Iordache, Lorena Lupu, Andra Matzal, Cezar Paul-Bădescu, Antoaneta Ralian, Costi Rogozanu, Dan Sociu, Ionuț Sociu, Bogdan-Alexandru Stănescu, Robert Șerban, Felix Tătaru, Luiza Vasiliu; Ed. Art, 2011;
- Primul meu porno, coord. de Marius Chivu - Matei Badea, Lavinia Bălulescu, Aron Biro, Marius Chivu, Adrian Cioroianu, Silviu Dancu, Ionuț Dulămiță, Florin Dumitrescu, Radu Pavel Gheo, V. Leac, Lubriq, Cristi Luca, Cosmin Manolache, Maria Manolescu, Dezdemona Mihăescu, Roxana Moroșanu, Delia Panait, Matei Pleșu, Alina Radu, Antoaneta Ralian, Adina Rosetti, Mădălina Roșca, Bogdan-Alexandru Stănescu, Stoian G. Bogdan, Bogdan Șerban, Robert Șerban, Lucian-Dan Teodorovici, Alex Tocilescu, Călin Torsan, Luiza Vasiliu, Constantin Vică; Ed. Art, 2011;
- Prima dată, coord. de Laura Albulescu și Andra Matzal - Laura Albulescu,, Ion Barbu, Mihai Barbu, Lavinia Braniște, Philip Ó Ceallaigh, Marius Chivu, Bogdan Coșa, Andrei Crăciun, Silviu Dancu, Gabriel H. Decuble, Raluca Dincă, Florin Dumitrescu, M. Duțescu, Șerban Foarță, Miron Ghiu, Adela Greceanu, Mugur Grosu, Bogdan Iancu, Florin Iaru, Vera Ion, Cristi Luca, Cosmin Manolache, Matei Martin, Andra Matzal, Marin Mălaicu-Hondrari, Dmitri Miticov, Dan Pleșa, Matei Pleșu, Antoaneta Ralian, Ana Maria Sandu, Dan Sociu, Ionuț Sociu, Elena Stancu, Bogdan-Alexandru Stănescu, Robert Șerban, Cecilia Ștefănescu, Alex Tocilescu,Călin Torsan, Răzvan Țupa, Vlad Ursulean, Mihail Vakulovski, Radu Vancu, Luiza Vasiliu, Constantin Vică, Elena Vlădăreanu; Ed. Art, 2013;
- Intelectuali la cratiță. Amintiri culinare și 50 de rețete - Gabriel Liiceanu, Adriana Babeți, Adriana Bittel, Ana Blandiana, Emil Brumaru, Mircea Cărtărescu, Marius Chivu, Livius Ciocârlie, Neagu Djuvara, Dan C. Mihăilescu, Ioana Nicolaie, Radu Paraschivescu, Ioana Pârvulescu, Oana Pellea, Monica Pillat, Andrei Pleșu, Tania Radu, Antoaneta Ralian, Grete Tartler, Vlad Zografi; Ed. Humanitas, 2012;[3]
- Casele vieților noastre - Gabriel Liiceanu, Adriana Bittel, Ana Blandiana, Andrei Pleșu, Antoaneta Ralian, Barbu Cioculescu, Dan C. Mihăilescu, Gabriela Tabacu, Horia-Roman Patapievici, Ioana Pârvulescu, Micaela Ghițescu, Monica Pillat, Radu Paraschivescu, Tania Radu, Victor Ieronim Stoichiță; Ed. Humanitas, 2014;
- Prietenii noștri imaginari, coord. de Nadine Vlădescu - Ana Dragu, Dan C. Mihăilescu, Iulian Tănase, Ioana Bot, Șerban Foarță, Robert Șerban, Elena Vlădăreanu, Emil Brumaru, Marin Mălaicu-Hondrari, Antoaneta Ralian, Nadine Vlădescu, Florin Bican, Monica Pillat; Ed. Humanitas, 2015;
- Cartea simțurilor, coord. de Dan C. Mihăilescu; Gabriel Liiceanu, Mihai Măniuțiu, Dan C. Mihăilescu, Angelo Mitchievici, Horia-Roman Patapievici, Tania Radu, Antoaneta Ralian, Cătălin Ștefănescu, Ana Barton, Adriana Bittel, Ana Blandiana, Mircea Cărtărescu, Ioana Nicolaie, Radu Paraschivescu, Ioana Pârvulescu, Constantin Coman, Horea Paștină, Monica Pillat, Andrei Pleșu, Mihai Sârbulescu, Victor Ieronim Stoichiță; Ed. Humanitas, 2015.

## Premii și distincții
- Premiul pentru traduceri al Uniunii Scriitorilor din România (1997, 2006)
- Premiul Uniunii Scriitorilor din România pentru întreaga activitate (2002)
- Diploma de apreciere a Departamentului de Stat al Statelor Unite (2002)
- Premiul Național pentru Literatură al Uniunii Scriitorilor din România (2013)
- Ordinul Național „Serviciul Credincios” în grad de comandor (2013)